# Marc Thibault
Pour les articles homonymes, voir Marc Thibault (radio) et Thibault.
Marc Thibault (1922-2006) est un réalisateur et un directeur de l'information québécois. Il dirige le service de l'information de Radio-Canada de 1968 à 1981.

## Biographie
Né à Lévis le 29 janvier 1922, Marc Thibault commence sa carrière comme professeur d'histoire et de langue au Collège Sainte-Marie à Montréal avant d'être embauché comme réalisateur à la radio de Radio-Canada en 1950. En 1955, il devient directeur des programmes radio, puis directeur des émissions éducatives et d'affaires publiques en 1957, supervisant tant la radio que la télévision. Il est à l'origine de plusieurs émissions marquantes, dont Aujourd'hui, avec Michelle Tisseyre, Wilfrid Lemoyne et Jacques Languirand, ainsi que Le Sel de la semaine avec Fernand Séguin. Il met également en place le magazine radiophonique Présent. 
En 1968, il est nommé directeur général de l'information de Radio-Canada, poste qu'il occupe jusqu'en 1981. Durant cette période marquée par des bouleversements politiques et sociaux, il défend l'indépendance journalistique de la société publique. En 1977, alors que Radio-Canada fait l'objet d'une enquête du CRTC et subit des pressions politiques, il publie Pour une information libre, un texte affirmant le rôle du service public en tant qu'institution de presse et plaidant pour une information honnête et pluraliste,.
Il décide des orientations de la radio d'État lors de la crise d'Octobre, qui voit la lecture du manifeste du FLQ. Il est également à la direction lorsque le Parti québécois est élu en 1976. Pierre Nadeau et Bernard Derome lui doivent une partie de leur succès.
Marc Thibault est à l'origine des politiques journalistiques qui balisent le travail des journalistes.
Après son passage à Radio-Canada, Marc Thibault préside le Conseil de presse du Québec de 1987 à 1991.
Marc Thibault meurt d'un cancer du pancréas le 12 mars 2006. 